# Lijst van Nederlandse films (1896-1909)
Dit is een lijst van Nederlandse films in de periode van 1896 t/m 1909, in chronologische volgorde.
| Titel                                                                              | Jaar | Regisseur      | Acteurs                               | Genre    | Bijzonderheden                              |
| ---------------------------------------------------------------------------------- | ---- | -------------- | ------------------------------------- | -------- | ------------------------------------------- |
| Gestoorde hengelaar                                                                | 1896 | M.H. Laddé     | Lion Solser Piet Hesse                | Komedie  | Eerste Nederlandse fictiefilm               |
| Spelende kinderen                                                                  | 1896 | M.H. Laddé     |                                       | Docufilm |                                             |
| Zwemplaats voor Jongelingen te Amsterdam                                           | 1896 | M.H. Laddé     |                                       | Docufilm |                                             |
| De Brandweer-film te Delft                                                         | 1897 | Alex van Dijck |                                       | Docufilm |                                             |
| Reclamefilm voor de Delftsche sla-oliefabriek                                      | 1897 | Alex van Dijck |                                       | Docufilm |                                             |
| Solser en Hesse                                                                    | 1900 | M.H. Laddé     | Lion Solser Piet Hesse                | Komedie  |                                             |
| De nieuwe loopjongen uit Breda                                                     | 1905 | Willy Mullens  |                                       | Docufilm |                                             |
| De mésaventure van een Fransch heertje zonder pantalon aan het strand te Zandvoort | 1905 | Willy Mullens  | Willy Mullens                         | Komedie  | Oudste bewaard gebleven Nederlandse film    |
| Solser en Hesse                                                                    | 1906 |                | Lion Solser Piet Hesse                | Komedie  |                                             |
| Le Pendu ook wel (Een Jongmensch...)                                               | 1907 | Willy Mullens  |                                       | Drama    | Van oorsprong een Franse film               |
| De Greep                                                                           | 1909 | Leon Boedels   | Louis Bouwmeester Ko van Sprinkhuysen | Drama    | Opgenomen tijdens een live-toneeluitvoering |

1896-1909 · 1910-19 · 1920-29 · 1930-39 · 1940-49 · 1950-59 · 1960-69 · 1970-79 · 1980-89 · 1990-99 · 2000-09 · 2010-19
· 2020-29